# Boulevard des Allumettières
Le boulevard des Allumettières (anciennement Boulevard de l'Outaouais) est une importante artère de 13,7 km située à Gatineau, Québec, Canada.

## Situation et accès
Il relie le secteur Hull jusqu'au secteur Aylmer. Sa construction fut achevée au cours de l'automne 2007. Il fait partie de la route 148.

## Origine du nom
Le nom du boulevard des Allumettières rappelle le passé ouvrier de Hull.
Les allumettières étaient les femmes qui œuvraient à la fabrication d'allumettes pour le compte de la compagnie E. B. Eddy jusqu'en 1928, alors que Hull était reconnu comme étant la capitale canadienne des allumettes.
En 1919 et en 1924, de femmes comme Donalda Charron, première présidente du syndicat des ouvrières des allumettes ont déclenché les premiers conflits ouvriers qui impliquaient un syndicat de femmes. Le syndicat a obtenu gain de cause.

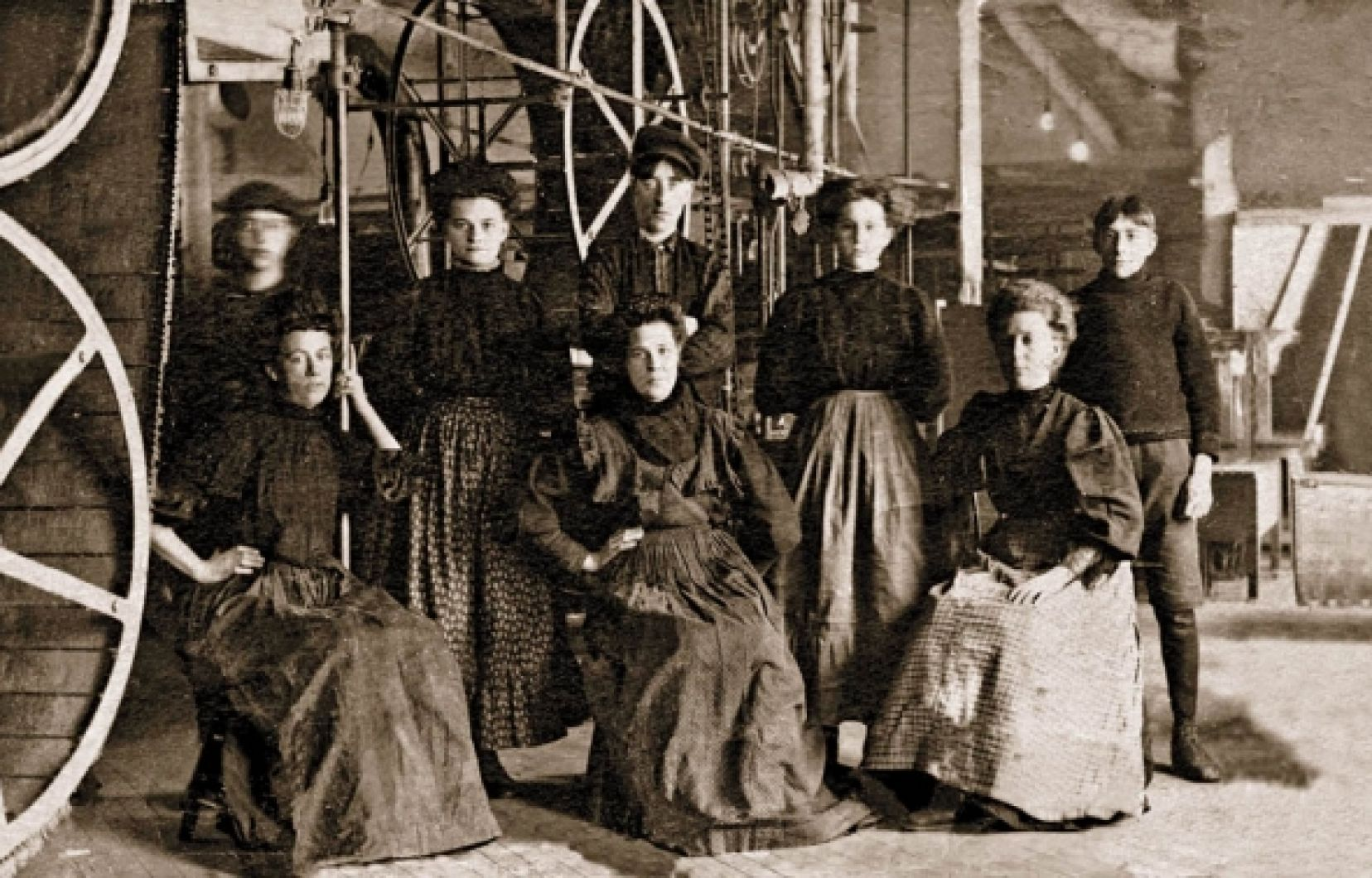
Des allumettières à l'intérieur de l'usine E. B. Eddy, à Hull, vers 1880. On voit à gauche la courroie sur laquelle couraient les allumettes.
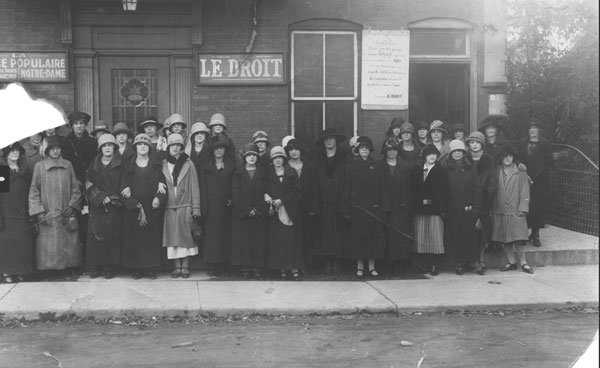
Un groupe d'allumettières en grève devant les bureaux du Droit, en 1924

## Historique
Dans un premier temps, dans les années 1970, le boulevard faisait partie d'une route plus large prévue pour relier Aylmer au centre-ville de Hull à peu près le long du même corridor et par le boulevard actuel Saint-Laurent. Plusieurs blocs de maisons centenaires ont été expropriées pour réaliser le projet, mais de nombreux problèmes ont retardé le projet pendant plusieurs années, bien que des portions de la route prévue aient été construites, y compris la partie initiale de boulevards Saint-Laurent et Saint-Rédempteur et le pont Alexandra. Les résidents du quartier de Wrightville et de l'île de Hull avaient critiqué le mouvement dans les années 1970 rappelant que le projet et les expropriations avaient été faites sans consultation publique.